# Kontaktjonglering

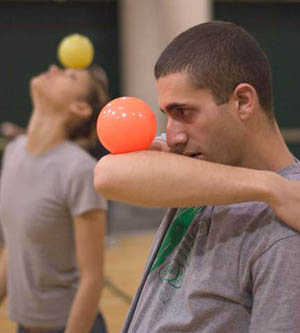
Kontaktjonglering

Där vanlig jonglering huvudsakligen är konsten att manipulera objekt genom att kasta och fånga dem är kontaktjonglering huvudsakligen konsten att manipulera objekt utan att kasta och fånga dem. Det betyder att kontaktjonglering till exempel kan innebära att man rullar bollar längs armarna, runt nacken, över huvudet eller i händerna. Det vanligaste är att man manipulerar endast ett objekt.
Man syftar ofta till att skapa en illusion av ett fritt flytande och viktlöst objekt som rör sig på ett närmast magiskt sätt. I de flesta fall där en kontaktjonglör manipulerar flera objekt på samma gång så görs det ofta tillsammans. Till exempel så kan två, tre eller fyra bollar hanteras i samma hand genom att rotera dem.